# گل‌کوب پشت‌قهوه‌ای
گل‌کوب پشت‌قهوه‌ای (نام علمی: Dicaeum everetti) نام یک گونه از سرده گل‌کوب‌های اصلی است.